# Danielle Chuzeville
Danielle Chuzeville, née le 27 décembre 1945 à Amplepuis (Rhône), est une femme politique française, membre de l'UDI. Elle est la première femme présidente du conseil général du Rhône, de 2013 à 2015, succédant à Michel Mercier.

## Biographie
Ancienne professeure de mathématiques, proviseur de lycée, Danielle Chuzeville est conseillère municipale d'Amplepuis de 1975 à 2014, commune dont elle est adjointe au maire en 1983 puis première adjointe de 2001 à 2008.
Élue conseillère générale du canton d'Amplepuis en 2001 et réélue en 2008, elle est élue présidente du conseil général du Rhône le 21 janvier 2013, après la démission de Michel Mercier. Elle obtient la majorité absolue dès le 1er tour, par 28 voix sur 31 suffrages exprimés, face à Marie-Christine Burricand du groupe des élus communistes et républicains qui obtient 3 voix.

## Détail des fonctions et des mandats
- 1975 - 2014 : conseillère municipale d'Amplepuis ;
- 1983 - 2001 : adjointe au maire d'Amplepuis ;
- 2001 - 2008 : première adjointe au maire d'Amplepuis ;
- 2001 - 2015 : conseillère générale du canton d'Amplepuis[3] ;
- 21 janvier 2013 - 1er avril 2015 : présidente du conseil général du Rhône[2].